# Declieuxia dusenii
Declieuxia dusenii är en måreväxtart som beskrevs av Paul Carpenter Standley. Declieuxia dusenii ingår i släktet Declieuxia och familjen måreväxter. Inga underarter finns listade i Catalogue of Life.